# Оксид урана(VI)-диурана(V)
Окси́д ура́на(VI)-диура́на(V) (ОУД), октаокси́д триура́на, за́кись-о́кись ура́на (ЗОУ) — неорганическое бинарное соединение урана с кислородом, в котором металл имеет двойственную валентность: V (два атома) и VI (один атом). Формула соединения: U3O8 или, в более подробном виде, (UV
2UVI
)O8; иногда записывается также в виде U2O5·UO3. Составляет от 70 до 90 % по весу жёлтого кека — смеси оксидов урана, промышленного уранового концентрата (не путать с жёлтым кеком — старым названием диураната аммония).

## Нахождение в природе

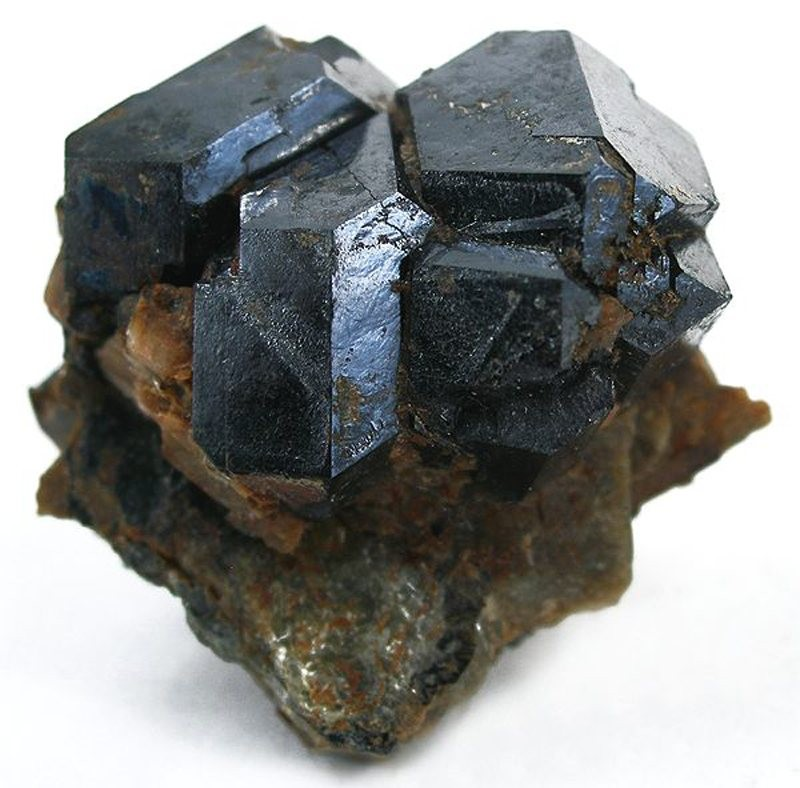
Кристаллы настурана из Топшама, штат Мэн

Из всех соединений урана, встречающихся в природе, закись-окись урана распространена наиболее широко: она является главным компонентом основного рудного минерала урана — настурана. Содержание вещества в чистом минерале составляет 68—90 % от общей массы.
Также закись-окись урана содержится в гатчеттолите (10—21 %), менделеевите (19,7—28,9 %), эльсвортите (18,5—22 %), фергусоните (1,54—8,16 %) и некоторых других радиоактивных минералах (см. Урановые минералы).

## Физические свойства
В свободном состоянии представляет собой зелёно-чёрное кристаллическое вещество с плотностью 8,38 г/см³. Молярная масса 842,08 ± 0,03 (для стандартного природного изотопного состава урана; можно встретить образцы вещества, обогащённого или обеднённого по урану-235, при этом молярная масса соединения отличается от указанной). Плавится при 1150 °C. Нерастворим в воде.

### Структура
Оксид триурана имеет несколько полиморфных модификаций, включая α-U3O8, β-U3O8, γ-U3O8 и нестехиометрическую модификацию со структурой флюорита.

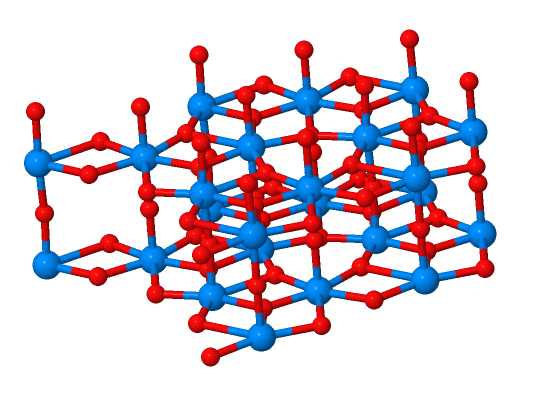
Кристаллическая структура α-U3O8

Модификация α-U3O8 является наиболее часто встречающимся и самым стабильным при стандартных условиях полиморфом октаоксида триурана. При комнатной температуре он имеет орторомбическую псевдогексагональную структуру с постоянными решётки a = 6,72 Å, b = 11,97 Å, c = 4,15 Å.

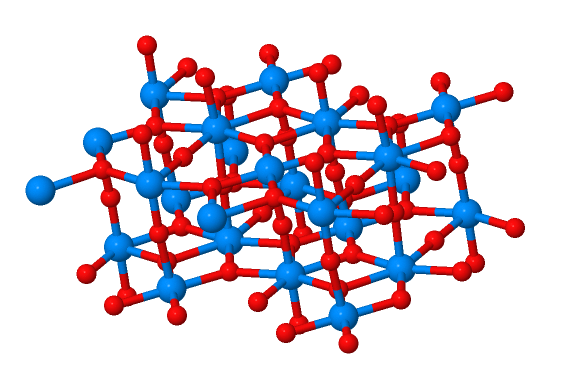
Кристаллическая структура β-U3O8

Модификация β-U3O8 образуется путём нагревания α-U3O8 до 1350 °C и медленного охлаждения. Структура β-U3O8 похожа на структуру α-U3O8, имея похожее листовое расположение и похожие постоянные решётки a = 7,07 Å, b = 11,45 Å, c = 8,30 Å.
Форма γ-U3O8 образуется из α-формы при температуре около 200—300 °C и давлении 16 000 атмосфер. Его структура в достаточной степени не изучена.
U3O8 нестереохимического строения имеет кубическую структуру с большим количеством дефектов. Образуется при давлении более 8,1 ГПа. Во время фазового перехода происходит огромный объёмный коллапс (>20 %), а закалённая фаза высокого давления на 28 % плотнее исходной орторомбической фазы.

## Химические свойства
Термически и химически устойчивое соединение, из всех оксидов урана наиболее стабилен. В химические реакции U3O8 вступает не очень охотно, однако более энергично, чем UO2.
При температуре 1300 °C полностью разлагается до диоксида урана и кислорода:
{\displaystyle {\ce {2U3O8 ->[t] 6UO2 + 2O2}}}
Этот процесс начинается ещё при 900 °C на воздухе, а в вакууме при 600 °C.
Может быть восстановлен водородом до диоксида урана при температуре 600 °C:
{\displaystyle {\ce {U3O8 + 2H2 ->[t] UO2 + 2 H2O}}}
Оксид триурана медленно окисляется до триоксида урана кислородом под высоким давлением или сильным нагреванием 450—600 °C:
{\displaystyle {\ce {U3O8 + 1/2O2 ->[p] 3 UO3}}}
Реагирует с кислотами-окислителями, образуя соли уранила. Например, оксид триурана подвергается воздействию плавиковой кислоты при 250 °C с образованием фторида уранила:
{\displaystyle {\ce {U3O8 + 6HF + 1/2O2 ->[t] 3 UO2F2 + 3 H2O}}}
Приведена реакция с продуванием раствора кислородом. Без дополнительного окисления кислородом реакция будет идти другим образом.
Оксид триурана в химическом плане стоит рассматривать как смесь из двух отдельных веществ. При температурах 100 °C в концентрированных кислотах может происходить растворение U3O8, при этом получается смесь соединений четырех- и шестивалентного урана, например:
{\displaystyle {\ce {U3O8 +4H2SO4 ->[t] U(SO4)2 + 2UO2SO4 + 4H2O}}}
{\displaystyle {\ce {U3O8 + 8HF ->[t] UF4 + 2UO2F2 + 4H2O}}}
{\displaystyle {\ce {U3O8 + 8HCl ->[t] 2UO2Cl2 + UCl4 + 4H2O}}}
Однако азотная кислота способна полностью окислить уран до состояния +VI без нагревания:
{\displaystyle {\ce {U3O8 + 8HNO3 -> 3UO2(NO3)2 + 2NO2 + 4H2O}}}
В данной реакции образуется нитрат уранила.
Разбавленные серная и соляная кислоты в присутствии сильного окислителя(перманганата калия) также могут продолжить окисление:
{\displaystyle {\ce {5U3O8 +18H2SO4 + 2KMnO4 -> 15UO2SO4 + K2SO4 + 2MnSO4 + 18 H2O}}}
В приведённой реакции образуется сульфат уранила.
Оксид триурана реагирует с наиболее активными галогенами. Реакции с хлором и фтором приводят к окислению урана до шестивалентного состояния:
{\displaystyle {\ce {U3O8 +9F2 -> 2UF6 + 4O2}}}
{\displaystyle {\ce {U3O8 + 3Cl2 ->[t] 3UO2Cl2 + O2}}}
В указанных реакция образуются гексафторид урана и хлорид уранила. С бромом и иодом вещество не реагирует. Они не способны окислить уран.
При сплавлении с металлическими кальцием, магнием и другими щелочными, щелочноземельными металлами закись-окись урана восстанавливается до металлического урана:
{\displaystyle {\ce {U3O8 + 8Ca ->[t] 3U + 8CaO}}}
{\displaystyle {\ce {U3O8 + 8Mg ->[t] 3U + 8MgO}}}
Реагирует с перекисью водорода, образуя пероксид урана UO4:
{\displaystyle {\ce {U3O8 + 4H2O2 -> 3UO4 + 4H2O}}}.

## Токсичность
Оксид триурана является канцерогеном и токсичен при вдыхании и проглатывании. При попадании внутрь поражает почки, печень и мозг, при вдыхании лёгкие, а при контакте с кожей и глазами вызывает раздражение. Работать с ним следует только при достаточной вентиляции. Кроме того, он также радиоактивен, являясь источником альфа излучения.

## Применение

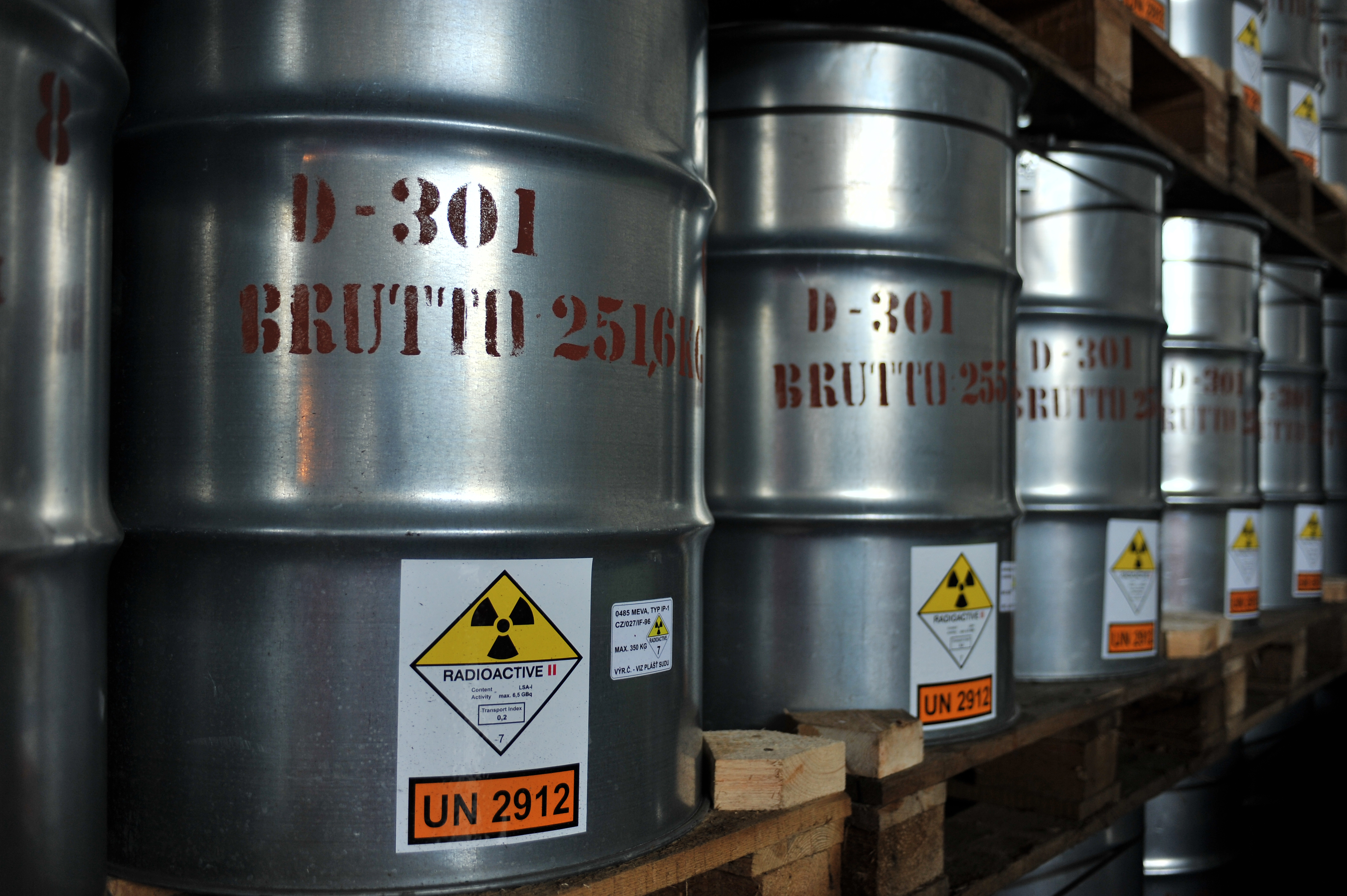
Бочки с жёлтым кеком. Вес каждой 300—350 килограмм

Главным свойством закиси-окиси урана, использующимся в технологии, является его устойчивость на воздухе. Закись-окись урана является самым удобным урансодержащим веществом для длительного хранения. Это соединение является конечным продуктом гидрометаллургических производств и исходным сырьем для аффинажно-металлургических заводов, производящих ядерно-чистые урановые материалы, а также весовой формой при гравиметрическом определении урана.

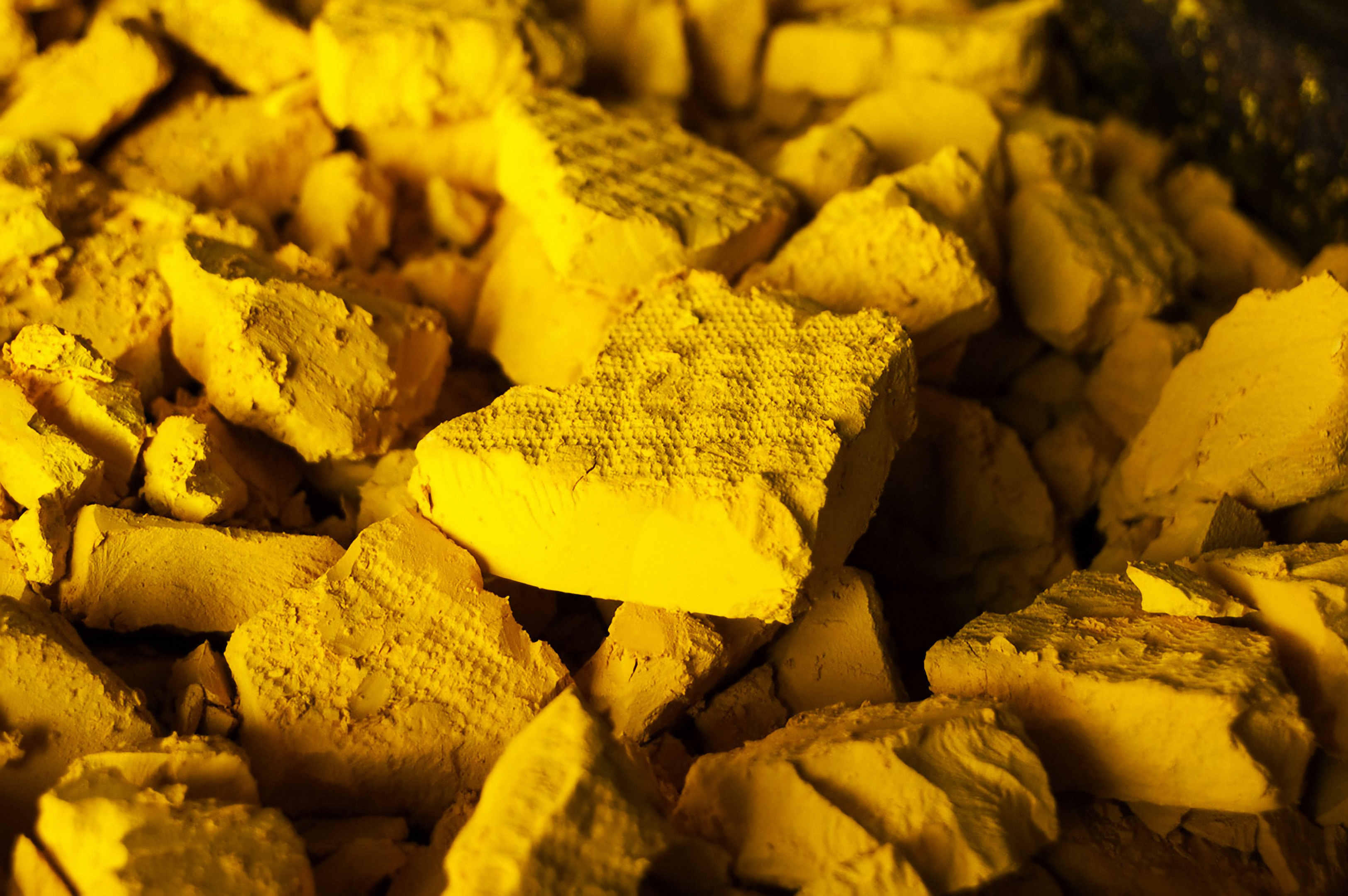
Образцы жёлтого кека

Название промышленного концентрата урановых соединений, главным из которых является оксид триурана — жёлтый кек. Главное применение — использование в производстве ядерного топлива UO2. Для этой цели закись-окись урана переводят в диоксид урана с помощью водорода.
{\displaystyle {\ce {U3O8 + 2 H2 ->[t] 3 UO2 + 2 H2O}}}
Однако такой диоксид урана пока ещё не может служить ядерным топливом, так как не обогащён ураном-235. Для его обогащения диоксид урана переводят сначала в тетрафторид урана, а потом в гексафторид урана.
{\displaystyle {\ce {UO2 + 4 HF -> UF4 + 2 H2O}}}
{\displaystyle {\ce {UF4 + F2 -> UF6}}}
Гексафторид урана подается в центрифуги с тысячами быстро вращающихся вертикальных трубок, которые отделяют уран-235 от несколько более тяжелого изотопа — урана-238. Затем из гексафторида урана получают диоксид урана, но уже обогащённый. Из него в последствии делают «таблетки» ТВЭЛов или получают другие соединения урана.